# Martin Jensen (forfatter)
 Der er flere personer med dette navn, se Martin Jensen.
Martin Jensen (født 16. december 1946) er en dansk forfatter, der især skriver historiske romaner og samtidslitteratur. De historiske romaner er for størstedelens vedkommende middelalderkrimier med byfogeden Eske Litle fra Assens som opdager. De foregår i de turbulente år efter 1330, hvor den holstenske grev Gert var rigets dominerende magthaver.
Han voksede op ved Vangede Station og er læreruddannet fra Blaagaard Seminarium. Han har undervist i Stockholm, Birkerød, Greve og Haarby 1969-95. Han er bosat på Sydvestfyn.
Martin Jensen debuterede i 1998 med romanen Frit gennem Jylland. I 1999 vand han andenpladsen med bogen Soldaterhoren i en forfatterkonkurrence udskrevet af Gyldendal og Det Kongelige Bibliotek i forbindelse med temaåret Middelalder 99. Den blev udgivet året efter.
Han modtog Det Danske Kriminalakademis debutantpris 2000.

## Udgivelser
- 1998 Frit Gennem Jylland
- 2000 Soldaterhoren (roman)
- Bjergenes velkomst (rejseskildring fra Wales)
- Den første sten (roman)
- Eske Litle. Byfoged i Assens (roman)
- Grevens mænd (roman)
- Helligåndens gæster (roman)
- Landet et sted (roman)
- Mens møllen maler (roman)
- Trækfugle (roman)
- Tømrerens datter (roman)